# 廃熱

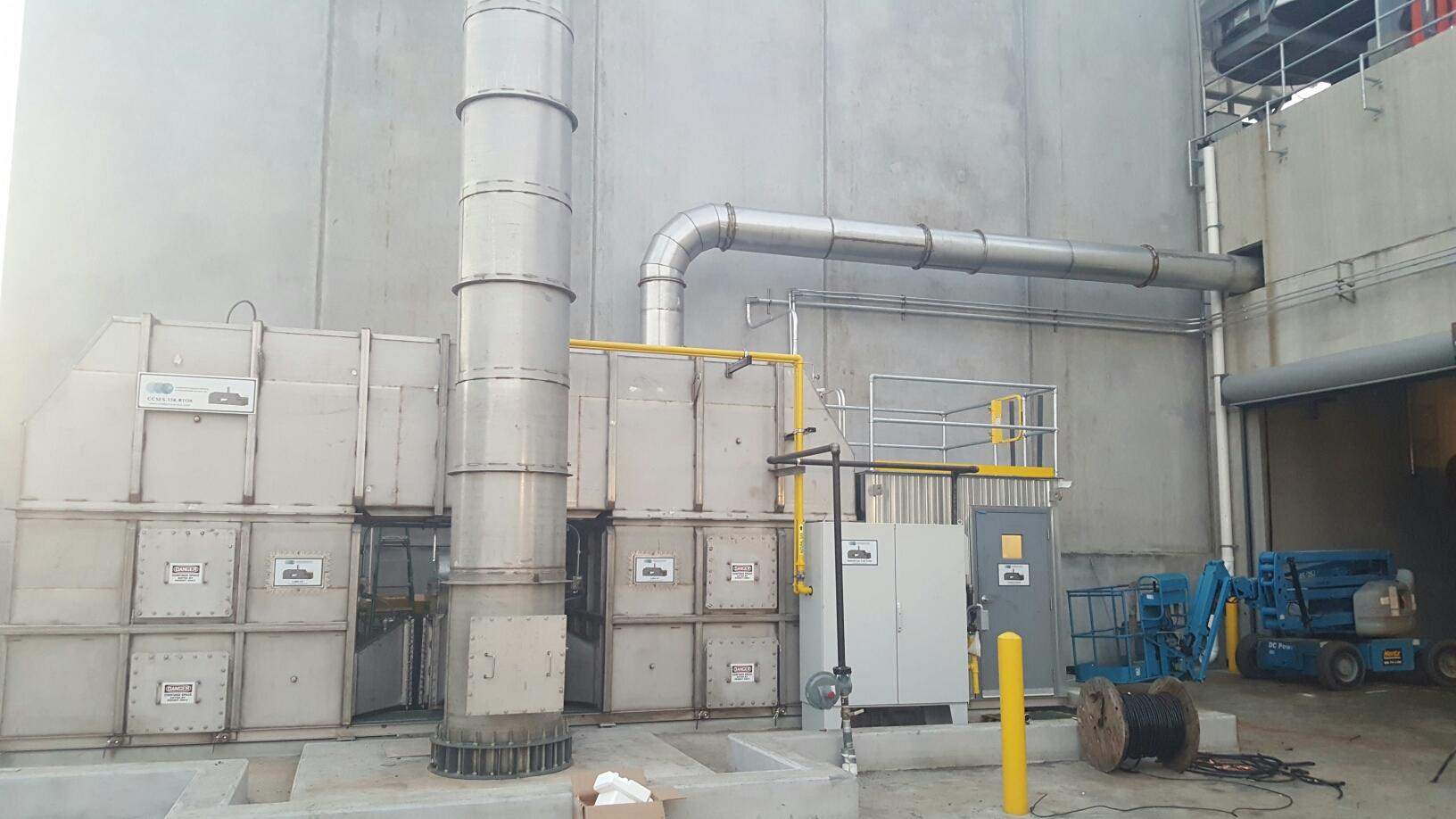
蓄熱式脱臭装置（RTO）は、廃熱回収を行う脱臭機で、排気の持つ熱を蓄熱体に貯めて、給気の予熱に使う。

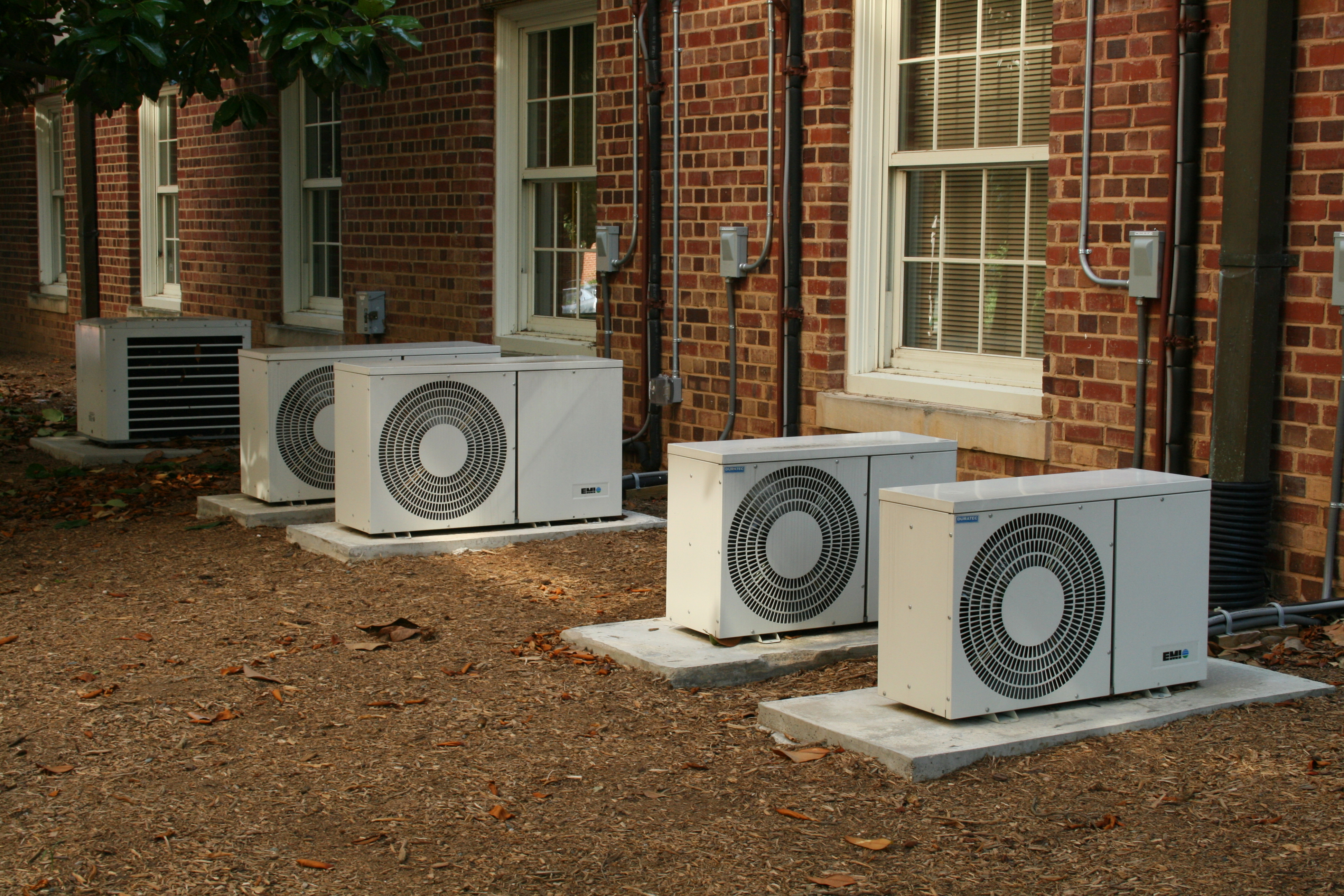
エアコンは、冷媒（クーラント）を使用して建屋内の熱を抽出し、それを室外機を使って屋外に排出する。冷媒と空気の間で熱をやり取りするためには電力が必要であり、このエネルギー消費が余分な廃熱を生み出す。

廃熱（はいねつ、英: Waste heat）とは、熱力学的な仕事の副産物で、機械などでエネルギーを使用する過程で生成される余分な熱のことである。このような過程はすべて、熱力学の諸法則（英語版）の基本的な結果として、いくらかの廃熱を発生させる。

## 概略
廃熱は、元のエネルギー源よりも有用性が低くなる（熱力学の用語で言えば、「エクセルギーが低くなる」、あるいは「エントロピーが高くなる」）。この発生源には、あらゆる種類の人間活動、自然活動、すべての生物が含まれる。たとえば、白熱電球が熱くなる、冷蔵庫が室内の空気を暖める、混雑した建物の中が暑くなる、エンジンの生成する高温の排気ガス、電子部品が動作中に熱を持つ、などがある。
環境に放出する、つまり文字通り熱を廃棄する代わりに、廃熱（または冷廃熱）を別の目的で使用したり（たとえば、高温になったエンジン冷却水を使用して車内を暖房する）、必要な熱の一部を取り戻す（たとえば建物の熱交換型換気システム）といった形で再利用することもある。
熱または冷気を短期的あるいは長期的に貯蔵（蓄熱）することで、廃熱（または冷廃熱）を有効活用したり無駄を減らすことができる。一例として、夜間の暖房を補助するためにバッファータンクに空調設備の廃熱を蓄えるものがある。スウェーデンの工場では季節間蓄熱（STES）によって、熱交換器を備えた掘削穴のある岩盤に何ヶ月も後まで蓄えられ、必要に応じて隣接する工場の暖房に使用される。STESを使用して自然廃熱を使用する例とは、カナダのアルバータ州の実験都市ドレイク・ランディング・ソーラーコミュニティ（DLSC）がある。これは、季節間蓄熱に必要な熱の97％をガレージの屋根の上に設置された太陽集熱器から得ている 。他のSTESの運用法としては、夏場の空調（冷房）に備えて、冬の低温を地下に貯蔵しておくというものがある。
生物学的観点では、すべての生物は代謝過程の一部として廃熱を生み出す。周囲温度が高すぎて、この熱を排出できない場合は、死に至ることになる。
人為的な廃熱は、都市部のヒートアイランド現象の原因とも考えられている。単体での廃熱の最大の発生源は、機械（鉄鋼・ガラスなどの製造業や発電機など）と建物の外装からの放射熱である。また、自動車などの輸送用機器による燃料の燃焼も、廃熱の大きな原因である。

## エネルギー変換
エネルギー源（燃料）に含まれるエネルギーを機械的仕事または電気エネルギーに変換する機械は、副産物として熱を生成する。

## 廃熱源
エネルギーを利用する観点からは、必要に応じてエネルギーを様々な形態へ転換することになる。たとえば、暖房、換気、空調、力学的エネルギー、電気エネルギー（電力）などである。多くの場合、これらのエネルギーは、高温熱源で動作する熱機関によって生成される。熱力学第二法則によれば、熱機関は決して損失のない完全な変換は行えない。したがって、熱機関は常に余剰の低温熱を生成する。これは一般に、廃熱または「二次熱 secondary heat」または「低品位熱 low-grade heat」と呼ばれる。この廃熱は、ほとんど場合は少なくとも暖房用途には使えるが、電気や燃料とは異なり、通常、遠距離への輸送は実用的ではない。

### 発電
火力発電の発電効率は、入力エネルギー（燃料の燃焼熱）と出力エネルギー（電力）の比率として定義される。二次利用される熱を考えない場合、この効率は通常はわずか33％に過ぎない 。
画像の中央下部で白い湯気を出しているのは冷却塔であり、廃熱を放出することで、発電所が稼働し続けられるようにしている。

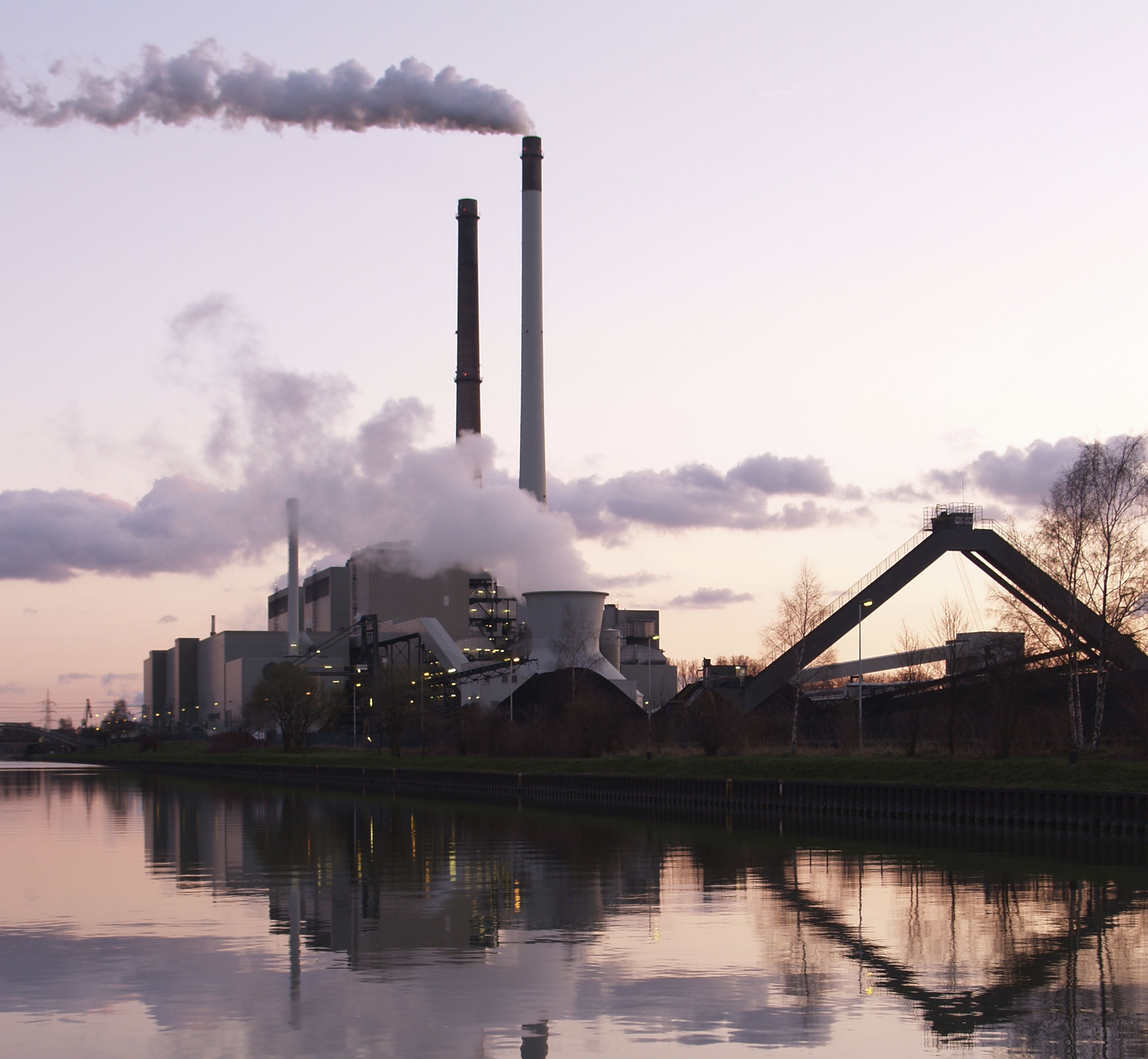
石炭火力発電所は、石炭の持つ化学エネルギーを36％-48％の電力に変換し、残りの52％-64％は廃熱となる

### 工業
石油精製、製鋼、ガラス製造などの工業は、大きな廃熱源である。

### エレクトロニクス
単体での消費電力そのものは小さいが、マイクロチップやその他の電子部品の廃熱の処理は、工学上の重要な課題となっている。熱を効果的に排出するために冷却ファンやヒートシンクなどを使用する必要がある。
さらに、たとえば、データセンターは、コンピューターや記憶装置やネットワーク機器といった電力を消費する機器を大量に使用する。フランスのCNRS（国立科学技術センター）は、データセンターとは抵抗器のようなものであり、消費する電力のほとんどは熱に変換されるので、冷却システムが必要であると説明している。

### 生物学的廃熱
人間を含む動物は、代謝の結果として熱を発生する。周囲が暖かい状態では、この熱は恒温動物の恒常性に必要なレベルを超えるため、発汗やパンティング（あえぎ呼吸）などのさまざまな体温調節法によって廃棄される。フィアラらによって人間の体温調節はモデル化されている。

## 廃棄
低温の熱には、仕事をする能力（エクセルギー）がほとんどないため、その熱は廃熱として、環境に排出される。経済的に最も有利なのは、海、湖、または川の水を冷却水として使うことである。十分な冷却水が利用できない場合は、プラントに冷却塔または空気冷却器を設備して、廃熱を大気に放出する。場合によっては、たとえば地域熱供給の形で廃熱を利用することができる。

## 利用

### 電気への変換
熱エネルギーを電気に変換するさまざまな方法があり、そのための技術は数十年前から存在している。
確立された方法の一つに、熱電効果がある。半導体の温度変化により、ゼーベック効果と呼ばれる現象によって電圧が発生する。
関連する技術としては、温度差によって電流を発生させる熱ガルバニ電池（Thermogalvanic cell）がある。
有機ランキンサイクル（オーガニックランキンサイクル、ORC）はよく知られたアプローチであり、水の代わりに有機物質を媒体として使用する。水よりも沸点の低い物質を使用することにより、通常の蒸気機関よりも低温・低速でも動作できる。

### コージェネレーションとトリジェネレーション
熱電併給（CHP）システムとしても知られるコージェネレーションシステムは廃熱を有効に利用することができる。廃熱を利用する用途には、プール用温水や製紙工場などがある。場合によっては、たとえば吸収式冷凍機を使用して冷却を行うこともできる。この場合は、トリジェネレーションまたはCCHP （Combined Cooling, Heat and Power）と呼ばれる。

### 地域暖房
廃熱は地域熱供給に使用できる。廃熱の温度と地域暖房システムによっては、利用可能な温度に上げるためにヒートポンプを使用する必要があるかもしれない。寒冷地暖房システムは環境温度で運転されるため、供給側でヒートポンプを必要とせずに低品位の廃熱でも使用できるため、簡単で安価な廃熱の使用法である。

### 予熱
廃熱を使って、より高温を必要とする流体・物体の予熱に使うことも出来る。たとえば、温排水を、家庭や発電所の暖房に使う前に、熱交換器を使って新しい水に廃熱を与えることができる。

## 人工廃熱

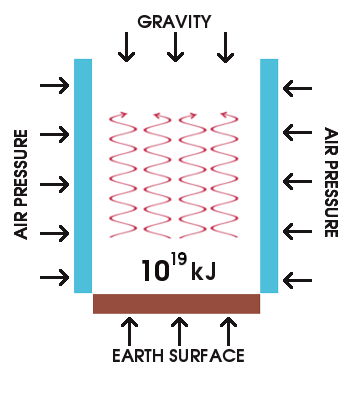
人工廃熱

人工廃熱とは、人間（人体）および人間活動によって生成される熱の総称である。アメリカ気象学会の定義によれば、「人間の活動の結果として大気に放出される熱であり、多くの場合、燃料の燃焼を伴う。発生源には、工場、暖房と冷房、人間の代謝、および車両の排気ガスが含まれる。都市では、これら熱源が通常、地域の熱収支を1平方メートルあたり15〜50ワット（W / m2）押し上げ、工業地帯や寒季の大都市の中心部では数百W / m2押し上げる」 

### 環境への影響
人工廃熱は田舎の気温にはわずかな影響しかもたらさないが、密集した都市では影響は大きくなる。これは、都市部のヒートアイランド現象の原因の一つである。ヒートアイランドに寄与する可能性のあるその他の人為的影響（アスファルトやコンクリートで地面を覆うことによる、アルベドの変化や蒸発冷却の減少など）は、この定義では人工廃熱とは見なされない。
人工廃熱は、温室効果ガスよりも地球温暖化への寄与ははるかに小さい。2005年には、全世界の人工廃熱は、人為的温室効果ガスによる熱エネルギー増加に対してわずか1％ほどだった。この熱は不均一に分布しており、特定地域では他の地域よりも高く、たとえば都市部では大幅に高くなっている。たとえば、2005年の廃熱の全世界的平均は0.028 W / m 2だったが、アメリカ合衆国と西ヨーロッパではそれぞれ0.39W / m2と0.68 W / m2だった。
廃熱は地域の気候（気温）に影響を与えることが示されているが 、廃熱による気候変動は、通常、全球気候シミュレーションでは計算されない。2100年を想定した人工廃熱に関する平衡気候実験（Equilibrium climate experiments）のシナリオのひとつでは、統計的に有意な大陸規模での温暖化（0.4–0.9 °C）が示されているが、現在、または2040年時点の推計ではこのような変化は見られない。最近出された人工廃熱のさまざまな伸び率を用いた単純な地球規模での推計では、22世紀には地球温暖化に顕著な影響を示すようになっている。たとえば、年2％ずつ廃熱が増加した場合、2300年時点では最低でも3度の気温上昇をもたらす。これはより洗練されたモデルによる計算によって確認されている。
また、人工廃熱の排出量が現在のペースで増加し続けた場合、21世紀中には人為的温室効果ガスと同じくらい強力な温暖化の原因になるとする研究も存在する。